# Leopold Połoszynowicz
Leopold Izydor Połoszynowicz (ur. 25 maja 1886 w Przemyślu, zm. 3 stycznia 1948 tamże) – podpułkownik artylerii Wojska Polskiego.

## Życiorys
Urodził się 25 maja 1886 w Przemyślu, ówczesnym mieście powiatowym Królestwa Galicji i Lodomerii, w rodzinie Jana (zm. 1901) i Wacławy z Zakrzewskich (zm. 1937). W latach 1892–1904 uczęszczał do szkoły powszechnej i gminazjum w rodzinnym mieście. W latach 1904–1905 odbył służbę wojskową w 3 czesko-galicyjskim pułku artylerii fortecznej w Przemyślu. W 1905 rozpoczął studia na Wydziale Prawa Uniwersytetu Franciszkańskiego we Lwowie. Od 1910 do 1914 pracował w kancelariach adwokackich w Przemyślu przygotowując się do zawodu adwokata. W międzyczasie odbył 4 czterotygodniowe ćwiczenia wojskowe. Na stopień kadeta rezerwy został mianowany ze starszeństwem z 1 stycznia 1906 i przydzielony w rezerwie do 3 czesko-galicyjskiego pułku artylerii fortecznej. Na stopień porucznika rezerwy został mianowany ze starszeństwem z 1 stycznia 1910 w korpusie oficerów artylerii fortecznej.
1 sierpnia 1914 został zmobilizowany i wysłany do Tyrolu Południowego. Na froncie włoskim walczył do 30 października 1918 jako dowódca grupy artylerii. Jego oddziałem macierzystym był batalion artylerii fortecznej nr 1. Awansował na stopień nadporucznika rezerwy ze starszeństwem z 1 listopada 1914 i kapitana rezerwy ze starszeństwem z 1 lutego 1918. W 1918 ukończył czterotygodniowy kurs przeciwaeroplanowy.
1 listopada 1918 w Przemyślu jako ochotnik wstąpił do Wojska Polskiego. Do października 1919 dowodził na froncie baterią i grupą artylerii. Z dniem 2 grudnia 1919 został przydzielony z 10 pułku artylerii ciężkiej na stanowisko dowódcy baterii zapasowej 12 pułku artylerii polowej. 11 czerwca 1920 został zatwierdzony z dniem 1 kwietnia 1920 w stopniu podpułkownika, w artylerii, w grupie oficerów byłej armii austro-węgierskiej. W lipcu 1920 objął dowództwo dywizjonu szkolnego artylerii zenitowej w Warszawie, pierwszej jednostki artylerii przeciwlotniczej w Siłach Zbrojnych II Rzeczypospolitej. 20 kwietnia 1921 dowodzony przez niego oddział został przeformowany w baterię zapasową artylerii zenitowej, a 24 sierpnia tego roku w dywizjon artylerii zenitowej. 1 września 1921 został zatwierdzony na stanowisku dowódcy dywizjonu.
3 maja 1922 został zweryfikowany w stopniu podpułkownika ze starszeństwem z 1 czerwca 1919 i 42. lokatą w korpusie oficerów artylerii, a jego oddziałem macierzystym był wówczas 9 pułk artylerii polowej. 16 sierpnia tego roku zdał dowództwo dywizjonu i odszedł do 9 pułku artylerii polowej w Białej Podlaskiej na stanowisko zastępcy dowódcy pułku. Później został przeniesiony do 1 pułku artylerii najcięższej w Warszawie na stanowisko zastępcy dowódcy pułku. W styczniu 1925 został przeniesiony z 1 pan do 2 pułku artylerii górskiej w Przemyślu na stanowisko pełniącego obowiązki dowódcy pułku. W sierpniu 1926 został przeniesiony do kadry oficerów artylerii i wyznaczony na stanowisko oficera placu Siedlce. Z dniem 31 grudnia 1928 został przeniesiony w stan spoczynku. W 1934, jako oficer stanu spoczynku pozostawał w ewidencji Powiatowej Komendy Uzupełnień Przemyśl. Posiadał przydział do Oficerskiej Kadry Okręgowej Nr X. Był wówczas „w dyspozycji dowódcy Okręgu Korpusu Nr X”.
W kwietniu 1939 został powołany na dziesięciotygodniowe ćwiczenia, a następnie pozostawiony w służbie czynnej i przydzielony do Dowództwa Okręgu Korpusu Nr X w Przemyślu na stanowisko zastępcy dowódcy obrony przeciwlotniczej. Wziął udział w kampanii wrześniowej. 17 września 1939 przekroczył granicę i został internowany na terytorium Królestwa Węgier. W maju 1940 przedostał się do Francji i został przydzielony do Stacji Zbornej Oficerów w obozie Carpiagne (franc. Camp de Carpiagne). 20 czerwca tego roku ewakuował się do Wielkiej Brytanii i został skierowany do obozu Crawford. 2 września 1940 przybył do Stacji Zbornej Oficerów Rothesay. W październiku 1944 został przeniesiony do Centrum Wyszkolenia Zarządu Wojskowego, a w październiku następnego roku przeniesiony w stan nieczynny. W październiku 1946 wrócił do Przemyśla. Tam 3 stycznia 1948 zmarł i został pochowany na cmentarzu komunalnym Zasanie.
W 1920 ożenił się z Ludmiłą z Długoszów (zm. 1956), z którą miał syna Andrzeja (1925–1978).

## Ordery i odznaczenia
- Krzyż Walecznych[14]
- Złoty Krzyż Zasługi[14]
- Medal Pamiątkowy za Wojnę 1918–1921[14]
- Medal Dziesięciolecia Odzyskanej Niepodległości[14]
- Srebrny Medal Zasługi Wojskowej z mieczami na wstążce Krzyża Zasługi Wojskowej[9]
- Brązowy Medal Zasługi Wojskowej z mieczami na wstążce Krzyża Zasługi Wojskowej[9]
- Krzyż Wojskowy Karola[9]
- Krzyż Jubileuszowy Wojskowy[9]